# HIP 13044
HIP 13044 — звезда, которая находится в созвездии Печи на расстоянии около 2286 световых лет от Солнца.

## Характеристики
HIP 13044 является уникальной звездой — она образовалась в соседней галактике, которая была поглощена Млечным Путём 6—9 миллиардов лет назад. Науке известно немного звёзд из этой древней галактики — они образуют группу, имеющую название поток Хелми, в которую входит и описываемая звезда. HIP 13044 по размерам превосходит наше Солнце в 6,7 раз. Её масса приблизительно равна 80% массы Солнца. Температура поверхности составляет около 6025 кельвинов. HIP 13044 подходит к предпоследней стадии звёздной эволюции — через некоторое время она превратится в красный сверхгигант, после чего сбросит внешнюю оболочку, став медленно угасающим белым карликом. Существующая планетная система при этом полностью разрушится.

## Планетная система
В 2010 году группой астрономов из ЕКА было объявлено об открытии планеты HIP 13044 b в системе. Она представляет собой типичный горячий юпитер — чрезвычайно сильно нагретый газовый гигант, обращающийся близко к родительской звезде. Учитывая происхождение родительской звезды, можно утверждать, что HIP 13044 b — очень древняя планета, имеющая возраст не менее 9 миллиардов лет.
Последующий анализ данных не выявил никаких доказательств того, что планета вращается вокруг звезды (та же ошибка также привела к утверждениям о существовании планет у звезды HIP 11952).